# Ісмаель Атуман
Ісмаель Саїд Атуман Гонсалес (ісп. Ismael Said Athuman González, нар. 1 лютого 1995, Маспаломас) — кенійський футболіст, півзахисник іспанського клубу «Лас-Пальмас Атлетіко».
Виступав, зокрема, за клуб «Фуенлабрада», а також національну збірну Кенії.

## Клубна кар'єра
Народився 1 лютого 1995 року в місті Маспаломас. Вихованець юнацьких команд футбольних клубів «Весіндаріо» та «Лас-Пальмас».
У дорослому футболі дебютував 2014 року виступами за команду «Лас-Пальмас Атлетіко», в якій провів два сезони, взявши участь у 9 матчах третьої за рівнем футбольної ліги Іспанії. 
Згодом з 2016 по 2018 рік грав у складі команд «Касереньйо», «Лас-Пальмас Атлетіко», «Гранада Б» та «Фуенлабрада».
До складу клубу «Лас-Пальмас Атлетіко» приєднався 2018 року. Станом на 25 грудня 2019 року відіграв за резервну команду клубу з міста Лас-Пальмас-де-Гран-Канарія 20 матчів в Дивізіоні Б Сегунди.

## Виступи за збірну
31 травня 2016 року дебютував в офіційних матчах у складі національної збірної Кенії у товариському матчі з Суданом.
Був присутній в заявці збірної на Кубку африканських націй 2019 року в Єгипті, але на поле не виходив.

## Особисте життя
Батько Атумана, Саїд Алі Атуман Мбага, відомий як Біллі, — кенійський конторсіоніст і акробат, який проживає в Гран-Канарії.